# 西卡馬森和南彭布羅克郡 (英國國會選區)
西卡馬森和南彭布羅克郡（英語：Carmathen West and South Pembrokeshire），英國國會一郡選區，位於威爾斯西南部卡馬森郡西部和彭布羅克郡南部。始設於1997年。
2010年大選中，保守黨的西門·哈特以41.1%選票擊敗尋求連任、工黨的尼克·安傑。